# Zico Buurmeester
Zico Buurmeester (Egmond aan Zee, 7 juni 2002) is een Nederlands voetballer die als middenvelder bij AZ speelt.

## Carrière
Zico Buurmeester speelde in de jeugd van VV Zeevogels en AZ, waar hij in 2020 een contract tot medio 2022 tekende. In de zomer van 2020 maakte hij de overstap van de jeugd naar Jong AZ. Hij debuteerde voor Jong AZ in de Eerste divisie op 19 oktober 2020, in de met 2–6 verloren thuiswedstrijd tegen FC Volendam. Voor het seizoen 2023/24 werd hij voor één seizoen uitgeleend aan PEC Zwolle.

### Carrièrestatistieken
| Seizoen                    | Club            | Land            | Competitie      | Competitie | Competitie | Beker | Beker | Internationaal | Internationaal | Overig | Overig | Totaal | Totaal |
| Seizoen                    | Club            | Land            | Competitie      | Wed.       | Dlp.       | Wed.  | Dlp.  | Wed.           | Dlp.           | Wed.   | Dlp.   | Wed.   | Dlp.   |
| -------------------------- | --------------- | --------------- | --------------- | ---------- | ---------- | ----- | ----- | -------------- | -------------- | ------ | ------ | ------ | ------ |
| 2020/21                    | AZ              | Nederland       | Eredivisie      | 0          | 0          | 0     | 0     | 0              | 0              | 0      | 0      | 0      | 0      |
| 2020/21                    | Jong AZ         | Nederland       | Eerste divisie  | 20         | 0          | –     | –     | –              | –              | –      | –      | 20     | 0      |
| 2021/22                    | AZ              | Nederland       | Eredivisie      | 1          | 0          | 0     | 0     | 0              | 0              | 1      | 0      | 2      | 0      |
| 2021/22                    | Jong AZ         | Nederland       | Eerste divisie  | 34         | 8          | –     | –     | –              | –              | –      | –      | 34     | 8      |
| 2022/23                    | AZ              | Nederland       | Eredivisie      | 7          | 1          | 0     | 0     | 0              | 0              | 0      | 0      | 7      | 1      |
| 2022/23                    | Jong AZ         | Nederland       | Eerste divisie  | 27         | 4          | –     | –     | –              | –              | –      | –      | 27     | 4      |
| 2023/24                    | AZ              | Nederland       | Eredivisie      | 0          | 0          | 0     | 0     | 0              | 0              | 0      | 0      | 0      | 0      |
| 2023/24                    | → PEC Zwolle    | Nederland       | Eredivisie      | 17         | 0          | 1     | 0     | –              | –              | 0      | 0      | 18     | 0      |
| Carrière totaal            | Carrière totaal | Carrière totaal | Carrière totaal | 106        | 13         | 1     | 0     | 0              | 0              | 1      | 0      | 108    | 13     |
| Bijgewerkt tot 21 mei 2024 |                 |                 |                 |            |            |       |       |                |                |        |        |        |        |